# Mallochinus mastersi
Mallochinus mastersi är en tvåvingeart som först beskrevs av Frederick Askew Skuse 1888.  Mallochinus mastersi ingår i släktet Mallochinus och familjen platthornsmyggor. Inga underarter finns listade i Catalogue of Life.